# GOOD Music

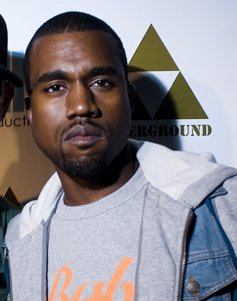
Zakladatel GOOD Music Kanye West

GOOD Music je americká hudební nahrávací společnost a management, kterou v roce 2004 založil rapper a hudební producent Kanye West. "GOOD" je akronym pro "Getting Out Our Dreams".

## Vznik
Společnost byla založena roku 2004 rapperem a hudebním producentem z Chicaga Kanye Westem pro nové talenty z oblasti amerického středozápadu. Sám Kanye West se však k labelu neupsal, jelikož má platnou smlouvu se společnostmi Roc-A-Fella / Def Jam, přesto umělcům na svém labelu vydatně vypomáhá. Distributorem pro label je Def Jam Recordings.

## Sestava
Ještě roku 2004 byli k albu upsáni zpěvák John Legend a rappeři Common a GLC. Prvním albem vydaným u labelu bylo album Get Lifted Johna Legenda. Roku 2005 do sestavy přibyli umělci Consequence a Really Doe. O rok později se přidala i zpěvačka Sa-Ra.
V roce 2007 byl k labelu upsán rapper Big Sean. Následujícího roku přibyli Kid Cudi, Malik Yusef a britský zpěvák Mr Hudson.
Poslední rozšiřování labelu proběhlo v letech 2010 a 2011, kdy nahrávací smlouvy získali Cyhi Da Prynce, Mos Def, Pusha T, D'banj a Teyana Taylor.
Roku 2012 přibyli rapper Q-Tip a producent a zároveň i rapper Hit-Boy. Téhož roku vydali společné album s názvem Cruel Summer, které debutovalo na 2. příčce US žebříčku Billboard 200.

## Seznam umělců

### Současní
| Umělec     | Roky působení | Počet alb u labelu |
| ---------- | ------------- | ------------------ |
| Kanye West | Zakladatel    | (4)                |
| 070 Shake  | 2016- nyní    | (2)                |
| Sheck Wes  | 2018- nyní    | (1)                |

### Bývalí
| Umělec         | Roky působení | Počet alb u labelu |
| -------------- | ------------- | ------------------ |
| GLC            | 2004-2006     | -                  |
| Sa-Ra          | 2006-2007     | -                  |
| Really Doe     | 2005-2009     | -                  |
| Consequence    | 2005-2011     | (1)                |
| Common         | 2004-2012     | (3)                |
| Kid Cudi       | 2008-2012     | (3)                |
| Q-Tip          | 2012          | -                  |
| Hit-Boy        | 2012-2013     | -                  |
| Cyhi Da Prynce | 2010-2015     | -                  |
| Mos Def        | 2010-2016     | -                  |
| Ryan McDermott | 2013-2016     | -                  |
| Malik Yusef    | 2008-2016     | (1)                |
| Mr Hudson      | 2008-2016     | (1)                |
| D'banj         | 2011-2016     | (1)                |
| John Legend    | 2004-2016     | (5)                |
| HXLT           | 2015-2018     | (1)                |
| Kacy Hill      | 2014-2019     | (2)                |
| Desiigner      | 2016-2019     | -                  |
| Valee          | 2018-2019     | (1)                |
| Teyana Taylor  | 2012-2020     | (3)                |
| Big Sean       | 2007-2021     | (5)                |
| Pusha T        | 2010-2022     | (4)                |

## Diskografie
| Rok  | Album | Nejvyšší umístění v hitparádě | Nejvyšší umístění v hitparádě | Nejvyšší umístění v hitparádě | Ocenění                               |
| Rok  | Album | US 200                        | US R&B/ Hip-Hop               | UK                            | Ocenění                               |
| ---- | --- | ----------------------------- | ----------------------------- | ----------------------------- | ------------------------------------- |
| 2004 | John Legend – Get Lifted - Vydáno: 28. prosince 2004 - Vydavatel: GOOD Music, Columbia                                       | 4                             | 1                             | 12                            | US: 2x platinové CAN: zlaté UK: zlaté |
| 2005 | Common – Be - Vydáno: 24. května 2005 - Vydavatel: GOOD Music, Geffen                                                        | 2                             | 1                             | 38                            | US: zlaté                             |
| 2006 | John Legend – Once Again - Vydáno: 24. října 2006 - Vydavatel: GOOD Music, Columbia                                          | 3                             | 1                             | 10                            | US: platinové CAN: zlaté UK: stříbrné |
| 2007 | Consequence – Don't Quit Your Day Job! - Vydáno: 6. března 2007 - Vydavatel: GOOD Music, Columbia                            | 113                           | 27                            | —                             | US: /                                 |
| 2007 | Common – Finding Forever - Vydáno: 31. července 2007 - Vydavatel: GOOD Music, Geffen                                         | 1                             | 1                             | 35                            | US: zlaté                             |
| 2008 | John Legend – Evolver - Vydáno: 28. října 2008 - Vydavatel: GOOD Music, Columbia                                             | 4                             | 1                             | 14                            | US: zlaté UK: stříbrné                |
| 2008 | Common – Universal Mind Control - Vydáno: 9. prosince 2008 - Vydavatel: GOOD Music, Geffen                                   | 12                            | 4                             | —                             | US: /                                 |
| 2009 | Malik Yusef – G.O.O.D. Morning, G.O.O.D. Night - Vydáno: 2. června 2009 - Vydavatel: GOOD Music                              | —                             | —                             | —                             | US: /                                 |
| 2009 | Kid Cudi – Man on the Moon: The End of Day - Vydáno: 15. září 2009 - Vydavatel: GOOD Music, Universal Motown                 | 4                             | 5                             | 119                           | US: 2x platinové                      |
| 2009 | Mr Hudson – Straight No Chaser - Vydáno: 19. října 2009 - Vydavatel: GOOD Music                                              | —                             | —                             | 25                            | UK: /                                 |
| 2010 | John Legend & The Roots – Wake Up! - Vydáno: 21. září 2010 - Vydavatel: GOOD Music, Columbia                                 | 8                             | 3                             | 26                            | US: /                                 |
| 2010 | Kid Cudi – Man on the Moon II: The Legend of Mr. Rager - Vydáno: 9. listopadu 2010 - Vydavatel: GOOD Music, Universal Motown | 3                             | 1                             | 88                            | US: platinové                         |
| 2011 | Big Sean – Finally Famous - Vydáno: 28. června 2011 - Vydavatel: GOOD Music, Def Jam                                         | 3                             | 2                             | —                             | US: platinové                         |
| 2011 | Pusha T – Fear of God II: Let Us Pray (EP) - Vydáno: 8. listopadu 2011 - Vydavatel: GOOD Music, Decon, Re-Up                 | 66                            | 10                            | 8                             | US: /                                 |
| 2012 | Kanye West Presents GOOD Music – Cruel Summer - Vydáno: 18. září 2012 - Vydavatel: GOOD Music, Def Jam                       | 2                             | 1                             | —                             | US: /                                 |
| 2013 | Kid Cudi – indicud - Vydáno: 16. dubna 2013 - Vydavatel: Wicked Awesome, GOOD Music, Republic                                | 2                             | —                             | 32                            | US: zlaté                             |
| 2013 | D'banj – D'Kings Men - Vydáno: 24. června 2013 - Vydavatel: DB Records, GOOD Music, Sony Music                               | —                             | —                             | —                             | US: /                                 |
| 2013 | Big Sean – Hall of Fame - Vydáno: 27. srpna 2013 - Vydavatel: GOOD Music, Def Jam                                            | 3                             | 1                             | 45                            | US: zlaté                             |
| 2013 | John Legend – Love in the Future - Vydáno: 3. září 2013 - Vydavatel: GOOD Music, Columbia                                    | 4                             | 2                             | 28                            | US: platinové UK: zlaté               |
| 2013 | Pusha T – My Name Is My Name - Vydáno: 8. října 2013 - Vydavatel: GOOD Music, Def Jam                                        | 4                             | 2                             | 56                            | US: /                                 |
| 2014 | Teyana Taylor – VII - Vydáno: 4. listopadu 2014 - Vydavatel: GOOD Music, Def Jam                                             | 19                            | 1                             | —                             | US: /                                 |
| 2015 | Big Sean – Dark Sky Paradise - Vydáno: 24. února 2015 - Vydavatel: GOOD Music, Def Jam                                       | 1                             | 1                             | 23                            | US: 2x platinová                      |
| 2015 | Kacy Hill – Bloo (EP) - Vydáno: 9. října 2015 - Vydavatel: PMR, GOOD Music, Def Jam                                          | —                             | —                             | —                             | US: /                                 |
| 2015 | Pusha T – King Push – Darkest Before Dawn: The Prelude - Vydáno: 18. prosince 2015 - Vydavatel: GOOD Music, Def Jam          | 20                            | 3                             | —                             | US: /                                 |
| 2016 | Kanye West – The Life of Pablo - Vydáno: 14. února 2016 (Tidal streaming) - Vydavatel: GOOD Music, Def Jam                   | 1                             | 2                             | 30                            | US: platinové UK: stříbrné            |
| 2016 | HXLT – HXLT - Vydáno: 26. února 2016 - Vydavatel: GOOD Music, Def Jam                                                        | —                             | —                             | —                             | US: /                                 |
| 2016 | Big Sean a Jhené Aiko – TWENTY88 - Vydáno: 1. dubna 2016 - Vydavatel: GOOD Music, Artium, Def Jam                            | 5                             | 1                             | 69                            | US: /                                 |
| 2016 | Desiigner – New English (mixtape) - Vydáno: 26. června 2016 - Vydavatel: GOOD Music, Def Jam                                 | 22                            | 14                            | —                             | US: /                                 |
| 2016 | John Legend – Darkness and Light - Vydáno: 2. prosince 2016 - Vydavatel: GOOD Music, Columbia                                | 14                            | 5                             | 35                            | US: /                                 |
| 2017 | Big Sean – I Decided - Vydáno: 3. února 2017 - Vydavatel: GOOD Music, Def Jam                                                | 1                             | 1                             | 12                            | US: platinové                         |
| 2017 | Kacy Hill – Like a Woman - Vydáno: 30. června 2017 - Vydavatel: GOOD Music, Def Jam                                          | —                             | —                             | —                             |                                       |
| 2018 | Valee – GOOD Job, You Found Me (EP) - Vydáno: 2. března 2018 - Vydavatel: GOOD Music, Def Jam                                | —                             | —                             | —                             |                                       |
| 2018 | 070 Shake – Glitter (EP) - Vydáno: 23. března 2018 - Vydavatel: GOOD Music, Def Jam                                          | —                             | —                             | —                             |                                       |
| 2018 | Desiigner – L.O.D. (EP) - Vydáno: 4. května 2018 - Vydavatel: GOOD Music, Def Jam                                            | 161                           | —                             | —                             |                                       |
| 2018 | Pusha T – Daytona - Vydáno: 25. května 2018 - Vydavatel: GOOD Music, Def Jam                                                 | 3                             | 2                             | 13                            |                                       |
| 2018 | Kanye West – ye - Vydáno: 1. června 2018 - Vydavatel: GOOD Music, Def Jam                                                    | 1                             | 1                             | 2                             | US: zlaté UK: stříbrné                |
| 2018 | Kanye West a Kid Cudi – Kids See Ghosts - Vydáno: 8. června 2018 - Vydavatel: GOOD Music, Def Jam                            | 2                             | 1                             | 7                             | US: zlaté                             |
| 2018 | Teyana Taylor – K.T.S.E. - Vydáno: 22. června 2018 - Vydavatel: GOOD Music, Def Jam                                          | 17                            | 10                            | 57                            |                                       |
| 2018 | Sheck Wes – Mudboy - Vydáno: 5. října 2018 - Vydavatel: Cactus Jack, GOOD Music, Interscope                                  | 17                            | —                             | —                             |                                       |
| 2019 | Valee – Runnin' Rich (EP) - Vydáno: 4. června 2019 - Vydavatel: GOOD Music, Def Jam                                          | —                             | —                             | —                             |                                       |
| 2019 | Kanye West – Jesus Is King - Vydáno: 25. října 2019 - Vydavatel: GOOD Music, Def Jam                                         | 1                             | 1                             | 2                             | US: zlaté                             |
| 2020 | 070 Shake – Modus Vivendi - Vydáno: 17. ledna 2020 - Vydavatel: GOOD Music, Def Jam                                          | —                             | —                             | —                             |                                       |
| 2020 | Teyana Taylor – The Album - Vydáno: 19. června 2020 - Vydavatel: GOOD Music, Def Jam                                         | 8                             | 6                             | 76                            |                                       |
| 2020 | Big Sean – Detroit 2 - Vydáno: 4. září 2020 - Vydavatel: GOOD Music, Def Jam                                                 | 1                             | 1                             | 24                            |                                       |
| 2021 | Kanye West – Donda - Vydáno: 29. srpna 2021 - Vydavatel: GOOD Music, Def Jam                                                 | 1                             | 1                             | 1                             | US: platinové                         |
| 2022 | Pusha T – It's Almost Dry - Vydáno: 22. dubna 2022 - Vydavatel: GOOD Music, Def Jam                                          | 1                             | 1                             | 7                             |                                       |
| 2022 | 070 Shake – You Can't Kill Me - Vydáno: 3. června 2022 - Vydavatel: GOOD Music, Def Jam                                      | —                             | —                             | —                             |                                       |